# Armoiries des Émirats arabes unis
Les armoiries des Émirats arabes unis ont été officiellement adoptées le 9 décembre 1973 (deux ans après l'indépendance en 1971) ; elles ont ensuite été légèrement modifiées en 2008. 

## Description
Les armoiries des Émirats arabes unis sont constituées d'un faucon d'or, le faucon Quraysh que l'on retrouve dans les armoiries et drapeaux de plusieurs autres États.
Le faucon Quraysh porte sur sa poitrine un disque aux couleurs du drapeau national circonscrit par sept étoiles représentant les sept émirats de la Fédération des Émirats arabes unis. La queue du faucon a sept plumes (représentant également les sept émirats). Il tient dans ses serres un parchemin de gueules portant l'inscription du nom du de la Fédération en caractères coufiques : الإمارات العربية المتحدة / al-Imārāt al-ʿArabiyya al-Muttaḥida (Émirats arabes unis)

## Modification
Avant un décret du 22 mars 2008, le faucon doré portait sur sa poitrine un disque de gueules au boutre d'or appareillé d'argent naviguant sur une mer d'azur.